# Medan
Medan Indonézia negyedik legnagyobb, egyben Szumátra legnépesebb városa, Észak-Szumátra tartomány székhelye. A város az egyenlítőtől északra, a tartomány északi részén, a sziget Malajzia felőli oldalán helyezkedik el. A város nevének jelentése hely vagy harcmező maláj nyelven.

## Éghajlat
| Hónap                                                                               | Jan. | Feb. | Már. | Ápr. | Máj. | Jún. | Júl. | Aug. | Szep. | Okt. | Nov. | Dec. | Év   |
| ----------------------------------------------------------------------------------- | ---- | ---- | ---- | ---- | ---- | ---- | ---- | ---- | ----- | ---- | ---- | ---- | ---- |
| Átlagos max. hőmérséklet (°C)                                                       | 31,6 | 32,0 | 32,7 | 32,9 | 33,4 | 33,3 | 32,9 | 33,3 | 31,9  | 31,7 | 31,0 | 30,9 | 32,3 |
| Átlagos min. hőmérséklet (°C)                                                       | 22,2 | 22,6 | 23,2 | 23,5 | 23,3 | 23,6 | 23,5 | 22,8 | 22,2  | 22,6 | 23,0 | 22,5 | 22,9 |
| Átl. csapadékmennyiség (mm)                                                         | 92   | 115  | 97   | 157  | 178  | 141  | 167  | 185  | 263   | 387  | 253  | 228  | 2263 |
| Havi napsütéses órák száma                                                          | 96   | 106  | 111  | 105  | 111  | 144  | 124  | 108  | 78    | 74   | 84   | 84   | 1225 |
| Forrás: World Meteorological Organization , Deutscher Wetterdienst (sun, 1961–1990) |      |      |      |      |      |      |      |      |       |      |      |      |      |

## Népesség
A város Indonézia harmadik legnagyobb városa Jakarta és Surabaya után. Lakosságának etnikai és nyelvi megoszlása Indonézia más városaihoz hasonlóan igen változatos. Legnagyobb számban malájok, batakok, jávaiak, és kínaiak fordulnak meg a városban, az általuk beszélt nyelveket téve leghasználtabbá. Vallásilag a város legalább ilyen színes képet mutat, egyformán megtalálhatóak a muszlim, a keresztény, a hindu, és a buddhista hitet követők is.

## Történelem
Medan hivatalos alapítási ideje 1590. július 1. A települést valamikor az 1590-es években Guru Patimpus alapította Kampung Medan néven, a városra azonban gyakran hivatkoztak Medan-Deliként is, hisz a város alapításának helyszíne a Deli és Babura folyók összefolyása volt.
Medan első lakosai Batak Karoból érkeztek, a város gyors népességi és kulturális fejlődének indult, az igazi áttörés azonban 1612-ben következett be, miután Aceh szultánja, Iskandar Muda legyőzte a területet addig birtokló Aru királyságot. 1632-ben megalakult a Deli királyság, uralkodója Aceh szultánjának hadura Gocah Pahlawan Laksamana Khoja Bintant lett. Közel 300 évvel később, a holland gyarmatosítók dohányültetvényeinek köszönhetően Medan egyre inkább kereskedelmi és kormányzati központtá vált, domináns szerephez jutva Indonézia nyugati részében.
1915-ben Medan hivatalosan is Nyugat-Szumátra tartomány székhelye lett, 1918-ban pedig városi címet szerzett.

## Látnivalók
A holland kultúra a városon hagyta a nyomát, az uralkodásuk alatt épített régi városháza, a Postaközpont, a víztorony mind-mind jellegzetes eleme a városnak, a Nagy Mecset és a Maimun palota pedig a város iszlám oldalát tükrözi.

## Közlekedés
A város Szumátra legfontosabb közlekedési csomópontja, nemzetközi repülőtere, a Kualanamu, a várostól kb. 30 km-re található, Belawan kikötője pedig kb. 20-30 kilométerre a várostól, mellyel útdíjas út köti össze Medant, Tanjungmorawahoz hasonlóan. Hasonló utakat terveznek Lubuk Pakam és Binjai irányába.
Medant vasútvonal köti össze a tőle északnyugatra fekvő Tanjungpurával, a várostól északra levő Belawan kikötőjével és Binjai-val, és a délkelet felé Tebing Tinggivel és Pematang Siantarral.
A város belső közlekedését a buszoknál és taxiknál jóval gyakoribb motoros riksák látják el, melyek más Délkelet-ázsiai városhoz hasonlóan Medanban is a városkép meghatározó elemei.